# Phlebocarya ciliata
Phlebocarya ciliata là một loài thực vật có hoa trong họ Huyết bì thảo. Loài này được R.Br. miêu tả khoa học đầu tiên năm 1810.